# 可卡因

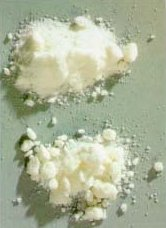
從可卡樹葉提煉的純古柯鹼

可卡因（英語：cocaine，C₆H₅COOC₇(COOCH₃)H₁₀N(CH₃)，其中-COOCH₃位于莨菪烷官能团C₇H₁₀N的2位），又譯為可卡因，学名苯甲酰芽子碱甲酯，是古柯含有的多种芽子碱衍生生物碱之一。芽子碱衍生物属于莨菪烷類生物鹼與興奮劑，在世界各地均属管制藥（毒品）。可能造成思覺失調、欣快感或者精神激動等心理影響；生理上的症狀可能包括心跳過速、出汗與瞳孔放大。高劑量的可卡因會造成高血壓或中暑。使用後數秒到分鐘即產生藥效，並持續5到90分鐘。可卡因偶爾也會用於醫療用途，例如局部麻醉與減少鼻部手術的出血。
可卡因具有成癮性，原因是由於其作用於腦中的獎賞路徑。短時間使用後，會出現依賴性的高風險。使用可卡因也會增加中風、心肌梗死、肺部問題、敗血症與猝死的風險。在与酒精并用时，会形成苯甲酰芽子碱乙酯（C₆H₅COOC₇(COOC₂H₅)H₁₀N(CH₃)），造成更严重的中毒。一般街頭非法販賣的可卡因，常會混入局部麻醉藥、玉米澱粉、奎寧或者醣類等會增加額外毒性的物質。又如，混合了高爆炸藥的可卡因粉末称作布朗布朗（英語：Brown-brown），因部分高爆炸藥通常含有可用於治療心臟疾病的硝酸甘油，可造成血管舒張，令可卡因自由地在人體血管內移動。
持續反覆使用可卡因，會导致感覺快樂的能力減少與身體疲累。
可卡因是5-羟色胺、去甲基腎上腺素，和多巴胺的再摄取抑制剂，會使腦部這三種神經遞質的濃度上升。可卡因可以輕易地通過血腦屏障，而且可能會通过高烧与血清素破壞血腦屏障。可卡因是由古柯的葉子製成，此植物的主要產地在南美。2013年合法生產的可卡因數量為419公斤。估計美國每年非法可卡因的市場在一千億到五千億美金之間，可卡因可再經過進一步的加工，製成霹靂可卡因。
每年用藥人數約在1,400萬至2,100萬人之間，其中北美洲的用量最大，其次為歐洲和南美洲。其中 1-3% 的已開發國家人口在其一生中至少使用過可卡因一次。2013年，可卡因直接導致約4,300人死亡，比起1990年的2,400人上升了許多。祕魯人從遠古時代就有嚼食古柯葉的習俗。1860年，可卡因首次由古柯樹的古柯葉內純化出來。1961年起，國際麻醉品單一公約要求各國將所有非醫學用途的可卡因使用列入刑事罪行規範。

## 代谢与检测
古柯因在体内的代谢（水解）产物苯甲酰芽子碱（C₆H₅COOC₇(COOH)H₁₀NCH₃）和芽子碱甲酯（HOC₇(COOCH₃)H₁₀NCH₃）等均具有远低于古柯因的生命活性（毒性及成瘾性），对小鼠以30至60倍剂量使用均不足以产生古柯因的毒性，其中苯甲酰芽子碱甚至百倍剂量亦不足以产生同等毒性，但是苯甲酰芽子碱的一级代谢半衰期远高于古柯因。然而，非水解代谢产物正古柯因（C₆H₅COOC₇(COOCH₃)H₁₀NH）却是一种高毒性物质，对小鼠具有比古柯因更高的毒性（半数致死剂量不足古柯因一半）。
这些物质虽然直接危害性小（很多弱毒性莨菪烷類生物鹼广泛分布于茄科蔬果与古柯科植物中，但如同这些水解产物均未被实验证实对人体具有直接危害），但由于芽子碱衍生物一旦由毒贩获得并用于化学合成毒品会带来严重后果，它们均属受管控物质。另外由于古柯因尿检检测的其实是其低毒性的水解产物，造成南美人即便饮用了去除古柯因但未去除其他生物碱的古柯茶后，也会因摄入的低毒性水解产物而被检出“古柯因”阳性。

## 歷史
- 最早是亚美利哥·韦斯普奇於西元1499年寫下他對於嚼古柯葉者的印象，這是歐洲人最早的相關記載。在他眼中，這種人兩頰塞滿奇怪的草藥，反芻般地咀嚼不停，實在是他所見過最醜陋最野蠻的人[21]。
- 1855年，德國化學家斐德烈（英语：Friedrich Gaedcke）首度從古柯葉中提取出麻藥成份，並命名為「Erythroxylon」。四年後，斐德烈的同事尼曼（Albert Niemann）又精製出更高純度的物質，替名為「古柯鹼」（Cocaine）。首部以古柯樹為研究的藥用書籍則在1859年出版。
- 1860年，已有醫生由古柯葉中提煉出古柯鹼，並作為醫學用之麻醉藥品。
- 1880年代初期，化学家马林安尼发明含有古柯碱的药酒，这种药酒被认为是可口可乐的前身。
- 1884年，著名的心理學家佛洛伊德推薦使用古柯鹼來作為酒精與嗎啡上癮之替代藥品。
- 1886年問世之可口可樂，尚含有微量古柯鹼，不過可口可樂后於1906年排除此配方。
- 2009年時，紅牛能量飲料曾被台灣及香港驗出有微量古柯鹼成份，但不會影響人體。[22]